# Daniel O'Connell
Pour les articles homonymes, voir O'Connell.
Daniel O'Connell, né le 6 août 1775 à Cahersiveen et mort le 15 mai 1847 à Gênes, dit le « Libérateur » (the Liberator), ou l'« Émancipateur » (the Emancipator), est un homme politique irlandais dont les combats ont marqué la première moitié du XIXe siècle. Il obtient l'émancipation des catholiques d'Irlande (et avec eux, de tout le Royaume-Uni). Promoteur d'un nationalisme irlandais non violent, il contribue à l'alignement des luttes politiques irlandaises sur les clivages religieux qui divisent le pays, en mobilisant la communauté catholique irlandaise en tant que force politique à part entière.

## Biographie

### Jeunesse
Issu d'une famille catholique fortunée du comté de Kerry et petit-fils de la poétesse Máire Ní Dhonnchadha Dhuibh, Daniel O'Connell, sous la protection d'un riche oncle célibataire, Maurice O'Connell, étudie d'abord au collège anglais de Saint-Omer puis au collège irlandais de Douai en France. Il est admis à Lincoln's Inn en 1794, et deux ans plus tard, part étudier à King's Inn, à Dublin. Dès sa jeunesse, il se rapproche des radicaux démocrates de l'époque, et décide de se consacrer au combat pour l'égalité des droits et la tolérance religieuse pour les catholiques de son pays.
Alors qu'il fait son droit à Dublin, son oncle Maurice O'Connell lui enjoint de n'entrer dans aucune milice. En décembre 1796, lors de la tentative de débarquement français en Irlande, quand la flotte de Wolfe Tone pénétra dans la baie de Bantry, O'Connell est pris dans un dilemme. En effet, en janvier 1797, il écrit à son oncle qu'il est le dernier de ses camarades à n'avoir pas encore rejoint une armée de volontaires, et qu'« étant jeune, actif, en bonne santé et célibataire », il ne se trouve aucune excuse plausible. Ce même mois, il rejoignit le Lawyer's Artillery Corps.
Le 19 mai 1798, O'Connell devient avocat au barreau d'Irlande. Quatre jours plus tard, la Société des Irlandais unis (Society of the United Irishmen) déclenche une rébellion, qui est réprimée de manière sanglante par les Britanniques. O'Connell ne soutient pas cette rébellion. Il croit en effet que les Irlandais doivent se défendre de manière politique plutôt que par la force. Il décide donc de se retirer dans le Kerry, et ne prend part ni à la révolte, ni à sa répression. Pendant plus de dix ans, il mène une existence paisible et se consacre à l'exercice du droit privé dans le sud de l'Irlande. En 1803, O'Connell condamne également la rébellion menée par Robert Emmet.

### La campagne pour l'émancipation des catholiques
Daniel O'Connell revient à la politique dans les années 1810, en combattant pour l'émancipation des catholiques, c'est-à-dire l'abrogation de toute la législation anti-catholique alors en vigueur en Irlande. Il fonde donc une association, l'Association catholique (Catholic Association), afin de mener campagne pour l'émancipation. Les membres de l'Association cotisent en versant un penny par mois. Ce montant très faible avait pour but d'attirer les paysans catholiques d'Irlande. C'est un tel succès que l'Association collecte plusieurs millions de livres l'année de sa fondation. L'argent récolté est utilisé pour financer les campagnes électorales de candidats à la Chambre des communes favorables à l'émancipation. Il sert aussi à donner de la nourriture et de l'argent aux membres les plus pauvres de l'Association.

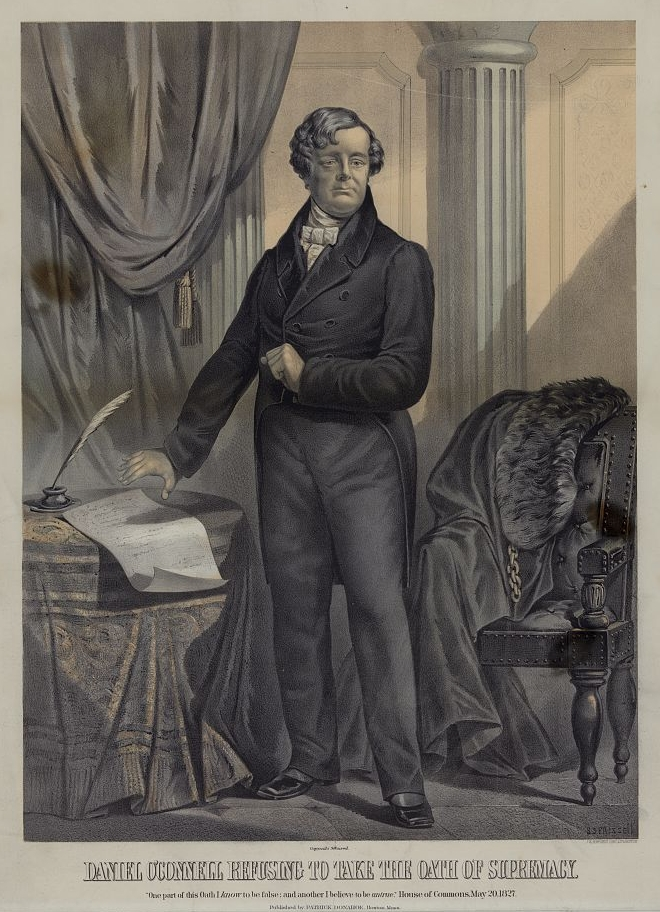
Daniel O'Connell refusant de prêter serment devant la Chambre des communes le 20 mai 1827.

En 1828, Daniel O'Connell se présente dans une élection à la Chambre des communes pour le comté de Clare, au siège laissé vacant par William Vesey Fitzgerald, lui-même un partisan de l'Association catholique. Une fois élu, O'Connell ne peut cependant entrer à la Chambre, car il refuse de prêter serment au roi en tant que chef de l'Église d'Angleterre (anglicane). Le Premier ministre, le duc de Wellington, et le ministre de l'Intérieur, Robert Peel, bien que conservateurs (tory) et idéologiquement opposés à l'émancipation des catholiques, comprennent alors que refuser son siège à O'Connell peut déclencher une nouvelle rébellion irlandaise. Ils parviennent à convaincre le roi Georges IV qu'il faut accorder le droit de siéger au Parlement aux catholiques, aux presbytériens, ainsi qu'aux membres de toutes les autres confessions chrétiennes. Avec l'appui des libéraux (whigs), la loi d'émancipation est votée en 1829. Mais cette loi anéantit la confiance des parlementaires conservateurs en Wellington et Peel (le droit de siéger au Parlement sera accordé aux non-chrétiens en 1858).
L'un des aspects les plus détestés de la législation pénale alors en vigueur est l'obligation pour tous les travailleurs de verser une dîme (tithe) destinée au financement de l'Église anglicane (dans le cas de l'Irlande, l'Église d'Irlande). En 1831, une campagne pour le refus du paiement de la dîme déclenche des violences (« Tithes War »). Bien que toujours opposé à l'usage de la force, O'Connell défend avec succès les meneurs de la campagne. En 1841, il devient le premier maire catholique de Dublin. 
En tant que maire, il fait appel à l'armée britannique contre les ouvriers en grève. De même, il ne suit pas l'appel de Sharman Crawford pour l'abolition complète de la dîme en 1838, car il ne souhaite pas embarrasser les libéraux (whigs) (en 1835, une alliance entre les libéraux, les radicaux et les parlementaires irlandais avait été conclue à Lichfield House).

### La campagne pour l'abrogation de l'Acte d'Union
O'Connell fait aussi campagne pour l'abrogation de l'Acte d'Union, qui, en 1800, avait réuni les parlements de Grande-Bretagne et d'Irlande pour former le Royaume-Uni de Grande-Bretagne et d'Irlande. Afin d'obtenir cette abrogation, O'Connell crée l'Association pour l'abrogation (Repeal Association). Il demande la création d'un royaume d'Irlande indépendant, à la tête duquel serait la reine Victoria, qui deviendrait reine d'Irlande. Pour défendre cette idée, il tient une série d'« assemblées monstres » (« monster meetings »), à travers toute l'Irlande, à l'exception de la province d'Ulster, majoritairement protestante et unioniste. Ces réunions sont qualifiées de « monstres », parce qu'environ 100 000 personnes assistent à chacune d'entre elles. Ces rassemblements effrayent le gouvernement britannique, et le premier ministre de l'époque, Robert Peel, interdit une assemblée qui doit se tenir à Clontarf, dans le comté de Dublin. Cette interdiction faisait suite à la précédente assemblée, qui s'était tenue à Tara, lieu hautement symbolique pour les Irlandais . Malgré l'insistance de ses partisans, O'Connell refuse de défier ouvertement les autorités, et annule la réunion.

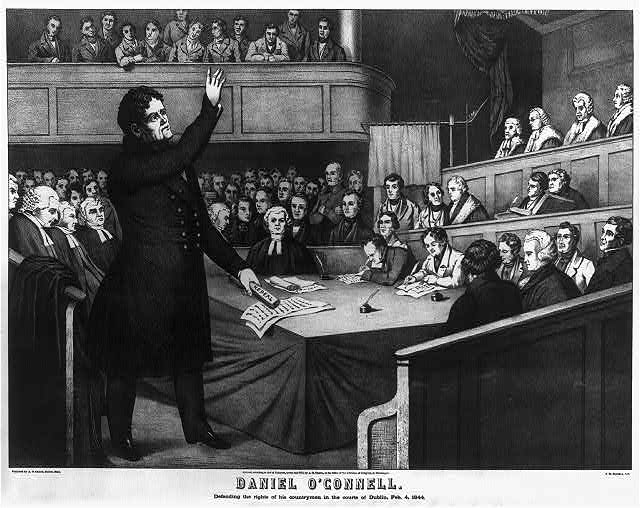
Daniel O'Connell en campagne à Dublin pour l'abrogation de l'Acte d'Union le 4 février 1844.

Ceci ne l'empêche pas d'être condamné à trois mois de prison pour sédition, bien qu'il soit vite remis en liberté par la Chambre des lords. Privé de son arme la plus efficace, l'assemblée, O'Connell ne parvient pas à poursuivre sa campagne pour l'abrogation. Ses partisans l'abandonnent en masse. La déception conduit certains d'entre eux, impliqués dans le journal The Nation à créer la « Jeune Irlande ». Ce groupe, dirigé par Charles Gavan Duffy, John Mitchell, William Smith O'Brien et Thomas Davis (tous protestants, à l'exception de Gavan Duffy), choisit des moyens plus radicaux d'obtenir l'indépendance de l'Irlande, tout en partageant le conservatisme social d'O'Connell.

### Pensée et programme politique
Opposé à l'insurrection violente en Irlande, O'Connell dit une fois que la liberté de l'Irlande ne vaut pas la perte d'une goutte de sang, bien que lui-même, en 1815, ait tué en duel le protestant John D'Esterre.
Politiquement, Daniel O'Connell condamne la violence et cherche à obtenir les changements par des méthodes légales et un certain populisme, en utilisant le système politique et électoral britannique pour parvenir à ses fins. Il fait régulièrement des déclarations d'allégeance à la couronne britannique, tout en avertissant souvent les gouvernants du Royaume-Uni que, s'ils ne réforment pas le gouvernement de l'Irlande, les Irlandais opteront pour la violence. Les gouvernements britanniques successifs continuent à ignorer cette mise en garde, bien après sa mort.
Finalement, O'Connell obtient, par la force du soutien conjugué du clergé et de la paysannerie irlandaise, l'égalité des droits pour les catholiques d'Irlande, en s'assurant que les parlementaires catholiques peuvent siéger au parlement britannique (jusqu'au rétablissement du parlement d'Irlande), et obtenant la modification du serment d'allégeance prêté par les parlementaires, expurgé des clauses offensantes pour les catholiques, qui, comme lui, refusent de prêter ce serment tant que n'en seront pas supprimés les termes, exigences et clauses anti-catholiques.
Bien que le gaélique soit sa langue maternelle, O'Connell encourage les Irlandais à apprendre l'anglais afin d'accéder à l'éducation.

### Mort et postérité

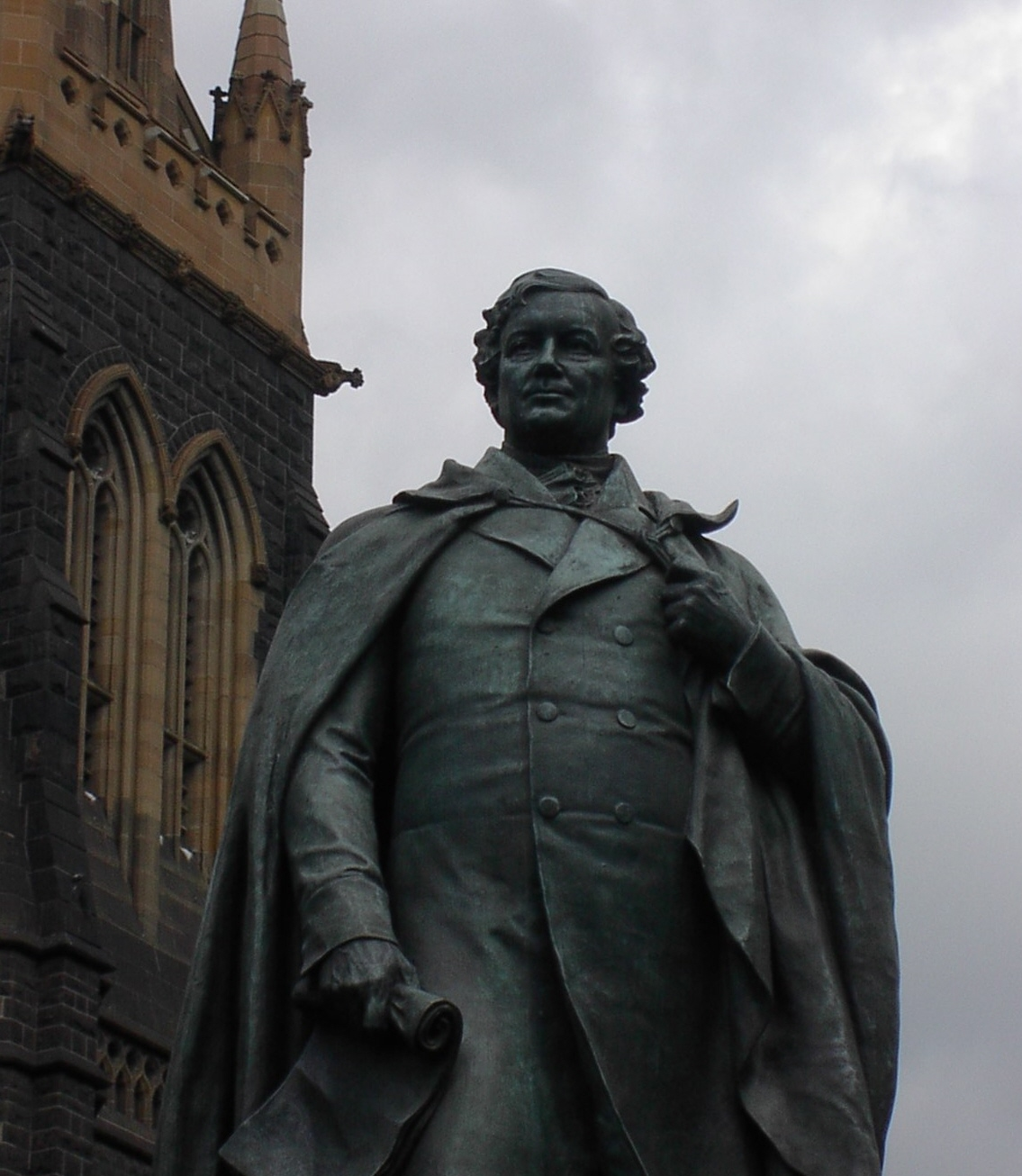
Statue à Melbourne

O'Connell meurt en 1847 à l'âge de 71 ans d'une maladie cardio-vasculaire, à Gênes, en Italie, alors qu'il est en pèlerinage pour Rome. Son séjour en prison l'a beaucoup affaibli. Son cœur est enterré à Rome selon ses vœux (« Mon corps en Irlande, mon cœur à Rome et mon âme à Dieu »), et le reste de son corps au cimetière de Glasnevin à Dublin, sous une grande tour ronde qu'on aperçoit à des kilomètres à la ronde. Ses fils, tous parlementaires, sont aussi enterrés dans la crypte.
En Irlande, Daniel O'Connell est appelé le « Libérateur », pour son succès dans l'émancipation des catholiques d'Irlande. Il est aussi appelé « le roi d'Irlande sans couronne », bien que ce titre soit plus souvent associé à Charles Stewart Parnell.
En France, Honoré de Balzac lui a rendu hommage dans une lettre à Madame Hanska dans une formule restée célèbre : « Quatre hommes auront eu une vie immense : Napoléon, Cuvier, O’Connell et je veux être le quatrième. Le premier a vécu la vie de l’Europe ; il s’est inoculé des armées ! Le deuxième a épousé le globe ! Le troisième s’est incarné un peuple !. »
O'Connell admire Simón Bolívar, le libérateur de l'Amérique latine, et l'un de ses fils, Morgan O'Connell, s'engage comme volontaire dans l'armée de Bolivar à l'âge de 15 ans, en 1820.
La rue principale de Dublin, anciennement Sackville Street, est rebaptisée O'Connell Street en son honneur en 1924 après la naissance de l'État libre d'Irlande. Sa statue, œuvre du sculpteur John Henry Foley, se trouve à l'une des extrémités de la rue, tandis que celle de Charles Stewart Parnell est située à l'autre extrémité.
Un musée célèbre son souvenir à Derrynane House, une maison que possédait sa famille, à Carhen, près de Cahirciveen, dans le comté de Kerry.
Il est le grand-oncle maternel[réf. nécessaire] de Jeanne Loiseau, connue sous le pseudonyme Daniel Lesueur, femme de lettres et féministe.